# 时补错
时补错位于中国西藏自治区那曲市申扎县境内，地处申扎县北部，北距错鄂约1.5公里。湖面海拔4570米，面积13.5平方公里。湖水主要靠地表径流和泉水补给，集水区面积294平方公里。